# Hypatia
Hypatia: A Journal of Feminist Philosophy és una revista acadèmica de filosofia revisada per experts i publicada trimestralment per Cambridge University Press. La revista és propietat d'una associació sense ànim de lucre, Hypatia, Inc.
La idea de la revista va sorgir de les reunions de la Society for Women in Philosophy a la dècada del 1970. La filòsofa del dret Azizah Y. al-Hibri va ser-ne la primera editora l'any 1982, quan es va publicar com a número piggy back de la publicació Women's Studies International Forum amb el nom d'Hipàcia, una filòsofa i matemàtica grega que va ser assassinada per una turba de cristians l'any 415 dC, i es va convertir en una revista independent el 1986.